# Maximiliano II de Liechtenstein
Maximiliano II de Liechtenstein (en alemán : Maximiliano II Jacob Moritz von und zu Liechtenstein ; * 25 de julio de 1641 ; † 21 de abril de 1709 en Krumau , Bohemia)  fue un príncipe de Liechtenstein entre 1686 y 1709.
Hijo mayor del príncipe Hartmann von Liechtenstein (1613-1686) y su esposa, Sidonia Elizabeth von Zalm-Raiffeischt (1623-1688), hija de Ernst Friedrich von Zalm-Raiffeisch ( 1583-1639 ) y la condesa Maurelle von Liningen-Dagsburg-Falkenburg († 1649). [2] Sus hermanos fueron Anton Florian (1656-1721), Philip Erasmus (1664-1704) y Hartmann (1666-1728).

## Familia
Maximiliano II se casó tres veces.
Maximiliano II se casó el 29 de abril de 1669 con su prima hermana, la princesa Johanna Beatrix von Liechtenstein (* 1650; † 14 de enero de 1672), hija del príncipe Carl Eusebius von Liechtenstein (1611-1684) y Johanna Beatrix von Dietrichstein (1676). Tuvieron dos hijos:
- Louise (Aloysius) Joseph Francis (1670-1736), casado el 3 de abril de 1691 con Franz Wilhelm II von Hohenems (1654-1691), II. 1694 a Jacob Ernst Leslie (1670-1737/1728)
- Mary Maximilian Beatrix (1672 -?), Casada con el conde Johann Sigmund von Rottal († 1717)

Maximiliano II se casó por segunda vez el 1 de octubre de 1673 en Wilfersdorf con la princesa Eleanor von Schleswig-Holstein-Sonderburg-Wiesenburg (* 28 de mayo de 1655; † 16 de agosto † 1702), hija del duque Philip Ludwig von Schleswig-Holstein-Holstein-Holstein Wiesenburg (1620-1689) y Anna Margaret von Hesse-Homburg (1629-1686). Tuvieron dos hijos:
- Karl Ludwig (1675-1679)
- Mary Johanna (1686-1690)

Maximiliano II se casó por tercera vez el 21 de abril de 1703 con la princesa María Isabel von Liechtenstein (* 3 de mayo de 1683; † 8 de mayo de 1744, Viena), hija del príncipe Johann Adam I Andreas von Liechtenstein (1662 - 1712) y Erdmund Maria von Dietrichstein-Nicholsburg ( 1662-1737 ). Tuvieron cuatro hijos:
- Mary Charlotte Felicitas (1704-1754), casada el 3 de abril de 1725 con el conde Franz von Guise (1700-1757)
- Maria Joseph Theresa (1706-1723)
- Carl Joseph (1707-1708)
- Maximiliano Antón (1709-1711)